# Rijksbeschermd gezicht Den Hout
Gezicht Den Hout is een van rijkswege beschermd dorpsgezicht in Den Hout in de Nederlandse provincie Noord-Brabant. De procedure voor aanwijzing werd gestart op 23 mei 2005. Het gebied werd op 15 februari 2008 definitief aangewezen. Het beschermd gezicht beslaat een oppervlakte van 149,1 hectare.
Panden die binnen een beschermd gezicht vallen krijgen niet automatisch de status van beschermd monument. Wel zal de gemeente het bestemmingsplan aanpassen om nieuwe ontwikkelingen in het gebied te reguleren. De gezichtsbescherming richt zich op de stedenbouwkundige en cultuurhistorische waardering van een gebied en wil het toekomstig functioneren daarvan veiligstellen.